# Volahn
Eduardo „Volahn“ Ramirez ist ein US-amerikanischer Musiker guatemaltekischer Abstammung. Seit 2003 existiert sein Black-Metal-Soloprojekt Volahn.

## Hintergrund
Volahn ist die treibende Kraft hinter dem 2008 gegründeten Black Twilight Circle (Crepusculo Negro), einer in Los Angeles beheimateten Szene des Black Metal, deren Mitglieder überwiegend lateinamerikanische Wurzeln haben. Neben Volahn gehören diesem weitere Bands an, darunter Arizmenda, Odz Manouk, Tukaaria und Ashdautas. Der Black Twilight Circle dient gleichzeitig als Label für die Bands. Die Musik der Bands des Black Twilight Circles gilt als vielfältig, allen Bands gemein ist jedoch ein traditioneller, rumpeliger Sound. Ein Rezensent des Rock Hard kritisierte jedoch, dass keine der Bands wirklich hervorsteche.
2011 gab Ramirez dem Boston Phoenix ein Interview, in dem er die zentralamerikanischen Wurzeln des Black Twilight Circle herausstellte und europäischstämmige Amerikaner als Besatzer bezeichnete, woraufhin der Sänger "Naeth", der deutsch-russische Vorfahren hat, Ashdautas beendete.
Für sein gleichnamiges Soloprojekt wird Volahn bei Auftritten von Live-Musikern unterstützt. 2018 war Volahn mit einigen anderen Bands auf einer Europatournee.

## Stil
Volahn und andere Bands des Black Twilight Circle nehmen ihre Einflüsse unter anderem aus der Folk-Musik der indigenen Kulturen Lateinamerikas, dem Desert Rock oder kalifornischem Surf Rock (siehe auch Twang-Gitarre). Ramirez gibt neben der bekannten norwegischen Black-Metal-Szene auch die Légions Noires (LLN), die BlazeBirth Hall (BBH) sowie weitere regionale Szenen als Einflüsse an.
Die Texte seines Soloprojektes sind überwiegend in Spanisch, vereinzelt auch in Nahuatl verfasst und befassen sich mit der indigenen Mythologie seiner Vorfahren. Die 2019 erschienene EP El Tigre del Sur (Der Tiger des Südens) ist hingegen Emiliano Zapata gewidmet.

## Diskografie
- Acualli
  - 2013: Pact of Possession (Demo)
  - 2014: Transform with Limitless Will (Split)

- Ashdautas
  - 2004: As the Vile Must Digress (Demo)
  - 2005: Shadow Plays of Grief and Pain
  - 2007: Where the Sun Is Silent... (EP)
  - 2011: Ashdautas / Bone Awl (Split)

- Axeman
  - 2010: Arrive (Demo) Everything

- Blue Hummingbird on the Left
  - 2010: Bloodflower (EP)
  - 2014: Debajo del Simbolo del Sol (Split)
  - 2019: Atl Tlachinolli

- Dolorvotre
  - 2011: Dolorvotre

- Kallathon
  - 2010: Before Drifting into the Abyss (Demo)
  - 2015: Desert Dances and Serpent Sermons (Split)

- Kuxan Suum
  - 2009: Worship Black Twilight (Split)
  - 2010: Kinich Ahau (Demo)
  - 2011: Odour of Dust & Rot (Split)

- Muknal
  - 2012: Muknal (Demo)
  - 2012: Muknal / The Haunting Presence (Split)

- Shataan
  - 2011: War Cry Lament (Demo)
  - 2015: Desert Dances and Serpent Sermons (Split)
  - 2016: Weigh of the Wolf

- Volahn
  - 2008: Dimensiónes del trance kósmico
  - 2010: Live Ritual (Live album)
  - 2011: Volahn / Tukaaria (Split)
  - 2011: Disequilibrium of the Ecliptic Plane (Split)
  - 2014: Aq'Ab'Al
  - 2014: Debajo del Simbolo del Sol (Split)
  - 2015: Desert Dances and Serpent Sermons (Split)
  - 2019: El Tigre del Sur (EP)